# Thysanozoon brocchii
Thysanozoon brocchii är en plattmaskart som först beskrevs av Risso 1818.  Thysanozoon brocchii ingår i släktet Thysanozoon och familjen Pseudoceritidae. Inga underarter finns listade i Catalogue of Life.